# Christofer Gonzales
Christofer Gonzales (Lima, 12 de octubre de 1992) es un futbolista peruano. Juega de centrocampista y su equipo actual es el Sporting Cristal de la Primera División del Perú.

## Trayectoria
Christofer Gonzales fue formado en las divisiones menores del Club Universitario de Deportes. Formó parte del equipo de Universitario de Deportes sub-20 que conquistó la Copa Libertadores Sub-20 de 2011 realizada en el Perú. En enero de 2012 fue promovido al primer equipo de la «U», hizo su debut oficial en primera división el 19 de febrero de 2012 ante Inti Gas Deportes. El 9 de febrero de 2013, marcó su primer gol con el equipo merengue en la victoria por 1-0 sobre la Universidad César Vallejo. Terminó el Torneo Descentralizado haciendo 42 apariciones y anotando seis goles. Anotó su primer gol en torneos internacionales el 27 de marzo de 2014 en el empate 3-3 ante The Strongest por la Copa Libertadores 2014.
El agente de Gonzáles, José Chacón confirmó la llegada del jugador al conjunto chileno Colo Colo por una suma no divulgada en un acuerdo por dos temporadas de cara a la Temporada 2015-16. El 7 de julio, fue presentado oficialmente durante una conferencia de prensa junto a Andrés Vilches y Martín Rodríguez. Su debut oficial en el cuadro chileno se produjo el 16 de julio de 2015 por la tercera fecha del Grupo 7 de la Copa Chile 2015, ingresando al minuto 75' por Emiliano Vecchio ante Deportes Concepción, victoria por 3-1 de local. Su debut en la primera división chilena se produjo el 9 de agosto por la fecha 2 del Apertura 2015 ingresando en el minuto 70' por Vecchio en la goleada por 4-1 sobre Audax Italiano.
Su primer partido como titular en el campeonato nacional fue el 11 de enero de 2016 en la última fecha ante Santiago Wanderers donde se consagró campeón del Apertura 2015, lamentablemente solo pudo jugar 20 minutos ya que tuvo que abandonar por una lesión al minuto 20 por Cristian Gutiérrez y en dicho encuentro los albos cayeron por 2-1, en dicho torneo se consagró campeón y jugó 6 partidos (103 minutos), por la Copa Chile 2015 jugó 8 partidos. El 20 de marzo de 2016 se disputó el clásico del fútbol chileno en el Estadio Nacional, donde Colo-Colo y la Universidad de Chile empataron 0-0, Christofer ingresó al minuto 82 por Javier Reina jugando su primer superclásico. En el Clausura 2016 solo jugó 3 partidos y apenas sumo 62' minutos en cancha y por la Copa Libertadores 2017 no jugó partidos.
Al no afianzarse en la titularidad del cuadro chileno, fue cedido a Perú para jugar por la Universidad César Vallejo a pedido de Ángel Comizzo quien lo dirigió en el conjunto crema y salió campeón con Canchita siendo titular, equipo que finalmente descendió de categoría. En su paso por la Naranja Mecánica jugó 12 partidos volviendo a recuperar la titularidad y sumando minutos en cancha. Después de este paso por Vallejo regresó a Colo-Colo. Tras su cesión al Universidad César Vallejo de Perú volvió al equipo chileno por expresa petición de Pablo Guede. Debutó con los albos frente a Botafogo el 1 de febrero de 2017 por la Segunda Fase de la Copa Libertadores, ingresando en el entretiempo por Brayan Véjar, jugando muy bien teniendo una opción de gol y dando una asistencia a Esteban Paredes al minuto 51' para que marcase el 1-2 final, la vuelta se jugó el 8 de febrero en el Estadio Monumental donde Colo-Colo y Botafogo empataron 1-1 en un discreto partido del equipo de Guede, Gonzales ingresó al 70' por Véjar generando poco peligro.
Tras estar casi dos meses sin jugar por no ser citado o lesiones volvió a las canchas en la décima fecha del Torneo de Clausura 2017 ante Universidad de Concepción ingresando al minuto 79' por la figura del compromiso Jaime Valdés, finalmente los albos golearon por 3-0 y recuperaron la punta del torneo, Gonzales no jugaba desde la cuarta fecha en el empate a 2 ante Deportes Temuco. El 7 de mayo Canchita inscribiría su nombre en la historia del club tras ingresar al minuto 65' por Gonzalo Fierro cuando empataban 1-1 ante Everton en el Estadio Sausalito, al minuto 85' Ramón Fernández puso en ventaja al equipo de Guede tras espectacular tiro libre, al 90+1' Raúl Becerra puso el empate para los oro y cielo y con ese resultado Colo-Colo perdía la punta del torneo a manos de la "U" hasta que al minuto 90+5' de partido y bajo una torrencial lluvia Paredes le dio un pase largo a Canchita corrió hasta el área rival y batió a Eduardo Lobos marcando el 3-2 para el cuadro albo en un dramático partido, y dejando a Colo-Colo como único líder del campeonato a dos fechas del término del Clausura 2017.
Finalmente los albos quedarían segundo en el campeonato tras igualar a 1 ante Antofagasta y vencer 3-1 a Cobresal en la última fecha en su irregular semestre detrás de la "U" que ganó sus últimos dos partidos y término por arrebatarle el título a Colo-Colo en la decimocuarta fecha luego de que estos empataran con Antofagasta. Jugó 8 partidos por el Torneo de Clausura 2017 y anotando 1 gol, fue titular en las dos primeras fechas y de ahí en adelante siempre fue banca o no fue citado, sumando solo 261' en el campo de juego. Y en la Copa Libertadores 2017 jugó los 2 encuentros de Colo-Colo en dicha edición ingresando en ambos desde el banco. Para el segundo semestre poco a poco iría desapareciendo de las nóminas. Debutó en la Temporada 2017 el 9 de julio por la primera ronda de ida de la Copa Chile 2017 ante Deportes La Serena en la goleada de los albos por 4-1, Gonzales jugó todo el encuentro y asistió a Esteban Paredes para el descuento albo.
Por el Torneo de Transición 2017 jugó un solo partido ingresando al 75' por Felipe Campos en el empate a 0 con Deportes Antofagasta por la primera fecha, sumando solo 15 minutos en el torneo y jugando solo dos partidos por la Copa Chile 2017 siendo titular en uno. Además conquistó el Torneo de Transición 2017 y la Supercopa de Chile 2017 con los albos. El año 2017 para Canchita fue de más a menos jugando casi todos los partidos a principio de año y desapareciendo de la nóminas a finales de este. Debido a sus pocas oportunidades con Pablo Guede partiría nuevamente a préstamo al fútbol peruano. Tras tener pocos en minutos en Colo-Colo partió nuevamente cedido esta vez a Sport Rosario de Perú por todo el 2018 para jugar el Torneo Peruano y la Copa Sudamericana 2018. Después de desligarse de Sport Rosario ficha por el F. B. C. Melgar de Arequipa en calidad de préstamo por parte de Colo-Colo y en el 2019 fichó por Sporting Cristal.
El 19 de enero de 2024, Christofer regresó al club donde debutó, Universitario de Deportes luego de una breve paso por la Segunda División de Arabia. Fue campeón del Torneo Apertura 2024 con el plantel crema. Al final del Torneo Apertura se desligó del equipo crema llegando a un acuerdo económico. A mediados de 2024 fue oficializado como nuevo refuerzo de Sporting Cristal por dos temporadas y media.

## Selección nacional
Ha sido internacional con la selección de fútbol del Perú en 47 ocasiones y ha marcado 3 goles. Su debut se produjo el 26 de marzo de 2013, en un encuentro amistoso ante la selección de Trinidad y Tobago que finalizó con marcador de 3-0 a favor de los peruanos. En aquel partido marcó un récord absoluto ya que su gol, 55 segundos después de haber ingresado al campo, lo convirtió en el futbolista que menos tardó en anotar su primer gol con la selección.

### Participaciones en Copa América
| Copa              | Sede   | Resultado  | Partidos | Goles |
| ----------------- | ------ | ---------- | -------- | ----- |
| Copa América 2019 | Brasil | Subcampeón | 2        | 0     |

## Estadísticas

### Clubes
| Club                             | Temporada           | Liga  | Liga  | Copas Nacionales * | Copas Nacionales * | Copas Internacionales ** | Copas Internacionales ** | Total | Total |
| Club                             | Temporada           | Part. | Goles | Part.              | Goles              | Part.                    | Goles                    | Part. | Goles |
| -------------------------------- | ------------------- | ----- | ----- | ------------------ | ------------------ | ------------------------ | ------------------------ | ----- | ----- |
| Universitario de Deportes · Perú | 2012                | 14    | 0     | 0                  | 0                  | 0                        | 0                        | 14    | 0     |
| Universitario de Deportes · Perú | 2013                | 42    | 6     | 0                  | 0                  | 0                        | 0                        | 42    | 6     |
| Universitario de Deportes · Perú | 2014                | 20    | 6     | 8                  | 3                  | 5                        | 1                        | 33    | 10    |
| Universitario de Deportes · Perú | 2015                | 5     | 0     | 8                  | 1                  | 0                        | 0                        | 13    | 1     |
| Universitario de Deportes · Perú | Total               | 81    | 12    | 16                 | 4                  | 5                        | 1                        | 102   | 17    |
| Colo-Colo · Chile                | 2015-16             | 9     | 0     | 8                  | 0                  | 0                        | 0                        | 17    | 0     |
| Colo-Colo · Chile                | Total               | 9     | 0     | 8                  | 0                  | 0                        | 0                        | 17    | 0     |
| Universidad César Vallejo · Perú | 2016                | 12    | 0     | 0                  | 0                  | 0                        | 0                        | 12    | 0     |
| Universidad César Vallejo · Perú | Total               | 12    | 0     | 0                  | 0                  | 0                        | 0                        | 12    | 0     |
| Colo-Colo · Chile                |                     |       |       |                    |                    |                          |                          |       |       |
| 2016-17                          | 8                   | 1     | 0     | 0                  | 2                  | 0                        | 10                       | 1     |       |
| 2017                             | 1                   | 0     | 3     | 0                  | 0                  | 0                        | 4                        | 0     |       |
| Total                            | 9                   | 1     | 3     | 0                  | 2                  | 0                        | 14                       | 1     |       |
| Sport Rosario · Perú             | 2018                | 17    | 3     | 0                  | 0                  | 2                        | 0                        | 19    | 3     |
| Sport Rosario · Perú             | Total               | 17    | 3     | 0                  | 0                  | 2                        | 0                        | 19    | 3     |
| F. B. C. Melgar · Perú           | 2018                | 13    | 4     | 0                  | 0                  | 0                        | 0                        | 13    | 4     |
| F. B. C. Melgar · Perú           | Total               | 13    | 4     | 0                  | 0                  | 0                        | 0                        | 13    | 4     |
| Sporting Cristal · Perú          | 2019                | 19    | 6     | 0                  | 0                  | 8                        | 4                        | 27    | 10    |
| Sporting Cristal · Perú          | 2020                | 19    | 5     | 0                  | 0                  | 0                        | 0                        | 19    | 5     |
| Sporting Cristal · Perú          | 2021                | 21    | 8     | 3                  | 0                  | 9                        | 2                        | 33    | 10    |
| Sporting Cristal · Perú          | 2022                | 13    | 7     | 0                  | 0                  | 4                        | 1                        | 17    | 8     |
| Sporting Cristal · Perú          | Total               | 72    | 26    | 3                  | 0                  | 21                       | 7                        | 96    | 33    |
| Al-Adalah Arabia Saudita         | 2022-23             | 26    | 4     | 1                  | 0                  | 0                        | 0                        | 27    | 4     |
| Al-Adalah Arabia Saudita         | 2023-24             | 10    | 2     | 1                  | 0                  | 0                        | 0                        | 11    | 2     |
| Al-Adalah Arabia Saudita         | Total               | 36    | 6     | 2                  | 0                  | 0                        | 0                        | 38    | 6     |
| Universitario de Deportes · Perú | 2024                | 12    | 0     | 0                  | 0                  | 3                        | 0                        | 15    | 0     |
| Universitario de Deportes · Perú | Total               | 12    | 0     | 0                  | 0                  | 3                        | 0                        | 15    | 0     |
| Sporting Cristal · Perú          | 2024                | 12    | 2     | 0                  | 0                  | 0                        | 0                        | 12    | 2     |
| Sporting Cristal · Perú          | 2025                | 20    | 8     | 0                  | 0                  | 5                        | 0                        | 25    | 8     |
| Sporting Cristal · Perú          | Total               | 32    | 10    | 0                  | 0                  | 5                        | 0                        | 37    | 10    |
| Total en su carrera              | Total en su carrera | 293   | 62    | 32                 | 4                  | 38                       | 8                        | 363   | 74    |

- (*) Torneo del Inca, Copa Chile, Supercopa de Chile y Copa Bicentenario.
- (**) Copa Libertadores de América y Copa Sudamericana.

### Selección nacional
| \| Fecha \| Ciudad \| Local \| Resultado \| Visitante \| Competencia \| Goles \| \| ----------------------- \| ----------------- \| ------------- \| --------- \| ----------------- \| -------------------------- \| ----- \| \| 26-03-2013 \| Lima \| Perú \| 3:0 \| Trinidad y Tobago \| Amistoso \| 1 \| \| 17-04-2013 \| San Francisco \| Perú \| 0:0 \| México \| Amistoso \| 0 \| \| 03-06-2014 \| Lucerna \| Suiza \| 2:0 \| Perú \| Amistoso \| 0 \| \| 06-08-2014 \| Lima \| Perú \| 3:0 \| Panamá \| Amistoso \| 0 \| \| 31-03-2015 \| Fort Lauderdale \| Perú \| 0:1 \| Venezuela \| Amistoso \| 0 \| \| 13-11-2015 \| Lima \| Perú \| 1:0 \| Paraguay \| Clasificación Mundial 2018 \| 0 \| \| 17-11-2015 \| Salvador \| Brasil \| 3:0 \| Perú \| Clasificación Mundial 2018 \| 0 \| \| 15 de noviembre de 2018 \| Lima \| Perú \| 0:2 \| Ecuador \| Amistoso \| 0 \| \| 20 de noviembre de 2018 \| Arequipa \| Perú \| 2:3 \| Costa Rica \| Amistoso \| 0 \| \| 22 de marzo de 2019 \| Harrison \| Perú \| 1:0 \| Paraguay \| Amistoso \| 0 \| \| 05-06-2019 \| Lima \| Perú \| 1:0 \| Costa Rica \| Amistoso \| 0 \| \| 09-06-2019 \| Lima \| Perú \| 0:3 \| Colombia \| Amistoso \| 0 \| \| 15-06-2019 \| Porto Alegre \| Venezuela \| 0:0 \| Perú \| Copa América 2019 \| 0 \| \| 18-06-2019 \| Río de Janeiro \| Bolivia \| 1:3 \| Perú \| Copa América 2019 \| 0 \| \| 22-06-2019 \| São Paulo \| Perú \| 0:5 \| Brasil \| Copa América 2019 \| 0 \| \| 29-06-2019 \| Salvador \| Uruguay \| 0:0 / 4:5 \| Perú \| Copa América 2019 \| 0 \| \| 03-07-2019 \| Porto Alegre \| Chile \| 0:3 \| Perú \| Copa América 2019 \| 0 \| \| 06-07-2019 \| Río de Janeiro \| Brasil \| 3:1 \| Perú \| Copa América 2019 \| 0 \| \| 05-09-2019 \| Nueva Jersey \| Perú \| 0:1 \| Ecuador \| Amistoso \| 0 \| \| 10-09-2019 \| Los Ángeles \| Brasil \| 0:1 \| Perú \| Amistoso \| 0 \| \| 11-10-2019 \| Montevideo \| Uruguay \| 1:0 \| Perú \| Amistoso \| 0 \| \| 15-10-2019 \| Lima \| Perú \| 1:1 \| Uruguay \| Amistoso \| 1 \| \| 08-10-2020 \| Asunción \| Paraguay \| 2:2 \| Perú \| Clasificación Mundial 2022 \| 0 \| \| 13-10-2020 \| Lima \| Perú \| 2:4 \| Perú \| Clasificación Mundial 2022 \| 0 \| \| 13-11-2020 \| Santiago de Chile \| Chile \| 2:0 \| Perú \| Clasificación Mundial 2022 \| 0 \| \| 05-09-2021 \| Lima \| Perú \| 1:0 \| Venezuela \| Clasificación Mundial 2022 \| 0 \| \| 09-09-2021 \| Recife \| Brasil \| 2:0 \| Perú \| Clasificación Mundial 2022 \| 0 \| \| 10-10-2021 \| La Paz \| Bolivia \| 1:0 \| Perú \| Clasificación Mundial 2022 \| 0 \| \| 14-10-2021 \| Buenos Aires \| Argentina \| 1:0 \| Perú \| Clasificación Mundial 2022 \| 0 \| \| 11-11-2021 \| Lima \| Perú \| 3:0 \| Bolivia \| Clasificación Mundial 2022 \| 0 \| \| 16-11-2021 \| Caracas \| Venezuela \| 1:2 \| Perú \| Clasificación Mundial 2022 \| 0 \| \| 16-01-2022 \| Lima \| Perú \| 1:1 \| Panamá \| Amistoso \| 0 \| \| 28-01-2022 \| Barranquilla \| Colombia \| 0:1 \| Perú \| Clasificación Mundial 2022 \| 0 \| \| 01-02-2022 \| Lima \| Perú \| 1:1 \| Ecuador \| Clasificación Mundial 2022 \| 0 \| \| 24-03-2022 \| Montevideo \| Uruguay \| 1:0 \| Perú \| Clasificación Mundial 2022 \| 0 \| \| 29-03-2022 \| Lima \| Perú \| 2:0 \| Paraguay \| Clasificación Mundial 2022 \| 0 \| \| 05-06-2022 \| Barcelona \| Perú \| 1:0 \| Nueva Zelanda \| Amistoso \| 0 \| \| 13-06-2022 \| Rayán \| Australia \| 0:0 / 5:4 \| Perú \| Repesca Mundial 2022 \| 0 \| \| 24-09-2022 \| Pasadena \| México \| 1:0 \| Perú \| Amistoso \| 0 \| \| 27-09-2022 \| Washington D. C. \| El Salvador \| 1:4 \| Perú \| Amistoso \| 0 \| \| 16-11-2022 \| Lima \| Perú \| 1:0 \| Paraguay \| Amistoso \| 0 \| \| 19-11-2022 \| Arequipa \| Perú \| 1:0 \| Bolivia \| Amistoso \| 0 \| \| 25-03-2023 \| Maguncia \| Alemania \| 2:0 \| Perú \| Amistoso \| 0 \| \| 16-06-2023 \| Busan \| Corea del Sur \| 0:1 \| Perú \| Amistoso \| 0 \| \| 20-06-2023 \| Suita \| Japón \| 4:1 \| Perú \| Amistoso \| 1 \| \| 07-09-2023 \| Ciudad del Este \| Paraguay \| 0:0 \| Perú \| Clasificación Mundial 2026 \| 0 \| \| 12-10-2023 \| Santiago \| Chile \| 2:0 \| Perú \| Clasificación Mundial 2026 \| 0 \| \| Total \| \| Presencias \| 47 \| \| Goles \| 3 \| |                   |               |           |                   |                            |       |
| Fecha | Ciudad            | Local         | Resultado | Visitante         | Competencia                | Goles |
| 26-03-2013 | Lima              | Perú          | 3:0       | Trinidad y Tobago | Amistoso                   | 1     |
| 17-04-2013 | San Francisco     | Perú          | 0:0       | México            | Amistoso                   | 0     |
| 03-06-2014 | Lucerna           | Suiza         | 2:0       | Perú              | Amistoso                   | 0     |
| 06-08-2014 | Lima              | Perú          | 3:0       | Panamá            | Amistoso                   | 0     |
| 31-03-2015 | Fort Lauderdale   | Perú          | 0:1       | Venezuela         | Amistoso                   | 0     |
| 13-11-2015 | Lima              | Perú          | 1:0       | Paraguay          | Clasificación Mundial 2018 | 0     |
| 17-11-2015 | Salvador          | Brasil        | 3:0       | Perú              | Clasificación Mundial 2018 | 0     |
| 15 de noviembre de 2018 | Lima              | Perú          | 0:2       | Ecuador           | Amistoso                   | 0     |
| 20 de noviembre de 2018 | Arequipa          | Perú          | 2:3       | Costa Rica        | Amistoso                   | 0     |
| 22 de marzo de 2019 | Harrison          | Perú          | 1:0       | Paraguay          | Amistoso                   | 0     |
| 05-06-2019 | Lima              | Perú          | 1:0       | Costa Rica        | Amistoso                   | 0     |
| 09-06-2019 | Lima              | Perú          | 0:3       | Colombia          | Amistoso                   | 0     |
| 15-06-2019 | Porto Alegre      | Venezuela     | 0:0       | Perú              | Copa América 2019          | 0     |
| 18-06-2019 | Río de Janeiro    | Bolivia       | 1:3       | Perú              | Copa América 2019          | 0     |
| 22-06-2019 | São Paulo         | Perú          | 0:5       | Brasil            | Copa América 2019          | 0     |
| 29-06-2019 | Salvador          | Uruguay       | 0:0 / 4:5 | Perú              | Copa América 2019          | 0     |
| 03-07-2019 | Porto Alegre      | Chile         | 0:3       | Perú              | Copa América 2019          | 0     |
| 06-07-2019 | Río de Janeiro    | Brasil        | 3:1       | Perú              | Copa América 2019          | 0     |
| 05-09-2019 | Nueva Jersey      | Perú          | 0:1       | Ecuador           | Amistoso                   | 0     |
| 10-09-2019 | Los Ángeles       | Brasil        | 0:1       | Perú              | Amistoso                   | 0     |
| 11-10-2019 | Montevideo        | Uruguay       | 1:0       | Perú              | Amistoso                   | 0     |
| 15-10-2019 | Lima              | Perú          | 1:1       | Uruguay           | Amistoso                   | 1     |
| 08-10-2020 | Asunción          | Paraguay      | 2:2       | Perú              | Clasificación Mundial 2022 | 0     |
| 13-10-2020 | Lima              | Perú          | 2:4       | Perú              | Clasificación Mundial 2022 | 0     |
| 13-11-2020 | Santiago de Chile | Chile         | 2:0       | Perú              | Clasificación Mundial 2022 | 0     |
| 05-09-2021 | Lima              | Perú          | 1:0       | Venezuela         | Clasificación Mundial 2022 | 0     |
| 09-09-2021 | Recife            | Brasil        | 2:0       | Perú              | Clasificación Mundial 2022 | 0     |
| 10-10-2021 | La Paz            | Bolivia       | 1:0       | Perú              | Clasificación Mundial 2022 | 0     |
| 14-10-2021 | Buenos Aires      | Argentina     | 1:0       | Perú              | Clasificación Mundial 2022 | 0     |
| 11-11-2021 | Lima              | Perú          | 3:0       | Bolivia           | Clasificación Mundial 2022 | 0     |
| 16-11-2021 | Caracas           | Venezuela     | 1:2       | Perú              | Clasificación Mundial 2022 | 0     |
| 16-01-2022 | Lima              | Perú          | 1:1       | Panamá            | Amistoso                   | 0     |
| 28-01-2022 | Barranquilla      | Colombia      | 0:1       | Perú              | Clasificación Mundial 2022 | 0     |
| 01-02-2022 | Lima              | Perú          | 1:1       | Ecuador           | Clasificación Mundial 2022 | 0     |
| 24-03-2022 | Montevideo        | Uruguay       | 1:0       | Perú              | Clasificación Mundial 2022 | 0     |
| 29-03-2022 | Lima              | Perú          | 2:0       | Paraguay          | Clasificación Mundial 2022 | 0     |
| 05-06-2022 | Barcelona         | Perú          | 1:0       | Nueva Zelanda     | Amistoso                   | 0     |
| 13-06-2022 | Rayán             | Australia     | 0:0 / 5:4 | Perú              | Repesca Mundial 2022       | 0     |
| 24-09-2022 | Pasadena          | México        | 1:0       | Perú              | Amistoso                   | 0     |
| 27-09-2022 | Washington D. C.  | El Salvador   | 1:4       | Perú              | Amistoso                   | 0     |
| 16-11-2022 | Lima              | Perú          | 1:0       | Paraguay          | Amistoso                   | 0     |
| 19-11-2022 | Arequipa          | Perú          | 1:0       | Bolivia           | Amistoso                   | 0     |
| 25-03-2023 | Maguncia          | Alemania      | 2:0       | Perú              | Amistoso                   | 0     |
| 16-06-2023 | Busan             | Corea del Sur | 0:1       | Perú              | Amistoso                   | 0     |
| 20-06-2023 | Suita             | Japón         | 4:1       | Perú              | Amistoso                   | 1     |
| 07-09-2023 | Ciudad del Este   | Paraguay      | 0:0       | Perú              | Clasificación Mundial 2026 | 0     |
| 12-10-2023 | Santiago          | Chile         | 2:0       | Perú              | Clasificación Mundial 2026 | 0     |
| Total |                   | Presencias    | 47        |                   | Goles                      | 3     |

### Resumen estadístico
| Competición           | Encuentros | Goles | Promedio |
| --------------------- | ---------- | ----- | -------- |
| Liga                  | 293        | 62    | 0,21     |
| Copas nacionales      | 32         | 4     | 0,13     |
| Copas internacionales | 38         | 8     | 0,21     |
| Selección del Perú    | 47         | 3     | 0,06     |
| Total                 | 410        | 77    | 0,19     |

## Palmarés

### Títulos nacionales
| Título                    | Club                      | País  | Año    |
| ------------------------- | ------------------------- | ----- | ------ |
| Primera División del Perú | Universitario de Deportes | Perú  | 2013   |
| Torneo Apertura           | Colo-Colo                 | Chile | 2015   |
| Supercopa de Chile        | Colo-Colo                 | Chile | 2017   |
| Primera División de Chile | Colo-Colo                 | Chile | 2017-T |
| Torneo Clausura           | F. B. C. Melgar           | Perú  | 2018   |
| Primera División del Perú | Sporting Cristal          | Perú  | 2020   |
| Torneo Apertura           | Sporting Cristal          | Perú  | 2021   |
| Copa Bicentenario         | Sporting Cristal          | Perú  | 2021   |
| Torneo Apertura           | Universitario de Deportes | Perú  | 2024   |

### Títulos internacionales
| Título                   | Club                      | País | Año  |
| ------------------------ | ------------------------- | ---- | ---- |
| Copa Libertadores Sub-20 | Universitario de Deportes | Perú | 2011 |

### Distinciones individuales
| Distinción                                                              | Año  |
| ----------------------------------------------------------------------- | ---- |
| Incluido en el mejor once del Campeonato Descentralizado según la SAFAP | 2018 |
| Mejor once de la Liga 1 según la SAFAP                                  | 2019 |
| Mejor once de la Liga 1 según la SAFAP                                  | 2020 |
| Mejor once de la Liga 1 según la SAFAP                                  | 2021 |
| Once ideal de la Liga 1                                                 | 2021 |